# Le Paquebot des sables (bande dessinée)
Le Paquebot des sables est une série de bande dessinée.
- Scénario : Jacques Hiron
- Dessins : Jean-Michel Arroyo

Cette série se déroule pendant et après la Seconde Guerre mondiale.

## Albums
La série est prévue en huit volumes et n'est pas encore achevée.
- Tome 1 : Karl[1] (2004)
- Tome 2 : Ingrid (2005)
- Tome 3 : Günther (2006)
- Tome 4 : Elsa (2009)

## Publication

### Éditeurs
- Joker (Collection Nouvel horizon) : Tomes 1 à 3 (première édition des tomes 1 à 3).